# Павло Алеппський
Павлó Але́ппський (Халебський Павло, араб. Булос аль-Халябі Ібн аз-Заїм аль-Халябі; близько 1627 — 30 січня 1669) — архідиякон, мандрівник, письменник. Син Антіохійського Патріарха Макарія.

## Біографія
Народився в місті Халебі (Алеппо) в Сирії. Подорожував разом з батьком з Дамаска через Анатолію, Стамбул і Констанцу до Московського царства. Протягом 1654–1656 років Павло разом з батьком двічі побував в Україні. Під час подорожі познайомився з Молдавським господарем С. Георгіцою, київським митрополитом Сильвестром Косовим. 21 червня 1654 під Богуславом зустрівся з гетьманом Богданом Хмельницьким.
Автор твору «Подорож патріарха Макарія», який містить цінний матеріал про тогочасне політичне становище України, культуру, звичаї і побут українського народу в середині XVII століття, також про Волощину та Османську імперію. Зокрема, Алеппському належить одна з перших згадок про використання органа у відправах православної церкви на терені України (в Луцьку та с. Маньківці на Черкащині), численні описи музичних інструментів (барабани, «польські» флейти, дзвони тощо), що звучали під час зустрічей з козацькими старшинами.
Написані арабською записки перекладені англійською («The travels of Macarius», Лондон, 1836), російською («Путешествие антиох. патриарха Макария», Москва, 1896—1899) і румунською мовами. З Алеппо в довгу подорож, у тому числі і в Україну, в 1654 році вирушив Бульос аль-Халябі Ібн аз-Заіма аль-Халябі, відомий під іменем Павло Алеппський. «Подорож Патріарха Макарія», в якій автор описує тогочасну Україну, і досі перекладають та перевидають у різних країнах.
1708 року в Алеппо коштом гетьмана Івана Мазепи було видано Євангеліє арабською мовою, а Антіохійський патріарх Афанасій отримав від Мазепи 3000 злотих для підтримки православ'я в тогочасній Сирії.[2]